# Lista de prefeitos de Mariluz
Esta lista de prefeitos do município de Mariluz compreende todas as pessoas que tomaram posse definitiva da chefia do executivo municipal em Mariluz e exerceram o cargo como prefeitos titulares, além de prefeitos eleitos cuja posse foi em algum momento prevista pela legislação vigente. Prefeitos em exercício que substituíram temporariamente o titular não são considerados para a numeração.
O cargo de prefeito no Brasil, foi criado em 11 de abril de 1835, pela assembleia provincial paulista, em reação aos amplos poderes conferidos pelo Código de Processo Criminal de 1832 às câmaras municipais. Seguiram o exemplo paulista seis províncias do nordeste brasileiro (Alagoas, Ceará, Maranhão, Paraíba, Pernambuco e Sergipe).
Sob a vigente ordem constitucional, essa designação é dada ao funcionário público do Poder Executivo municipal, que exerce seu cargo em função de uma legislatura (mandato), sendo para tanto eleito a cada quatro anos, podendo ser reeleito por mais 4 anos (segundo mandato).
Funções
O poder executivo municipal chefia a administração e comanda os serviços públicos, tendo como comandante o prefeito.
A partir da constituição brasileira de 1934, o cargo de prefeito passou a ser o único, em todo o Brasil, ao qual estão atribuídas as funções de chefe do poder executivo do governo local, em simetria aos chefes dos executivos da União e do estado, portanto, em forma monocrática. Este texto quer dizer que deverá haver harmonia e integração de ação entre as esferas envolvidas sem a intervenção de uma na outra, exceto nos casos previstos na Constituição Federal.
Eleições
O prefeito é eleito por sufrágio universal, secreto, direto, em pleito simultâneo em todo o País, realizado a cada quatro anos, no primeiro domingo de outubro.
E trinta dias após tem lugar o segundo turno, se o eleito em primeiro lugar não atingir 50% dos votos válidos mais um voto, no caso de municípios com mais de duzentos mil eleitores.
Conforme a legislação eleitoral atual no Brasil para tornar-se elegível, exige-se uma série de requisitos;
- Possuir nacionalidade brasileira ou portuguesa (neste caso, o cidadão português deve se encontrar amparado pelo Estatuto de Igualdade entre Portugueses e Brasileiros),
- Título de eleitor em dia e estar em gozo pleno do exercício dos direitos políticos,
- Domicilio eleitoral na circunscrição na qual o candidato se apresenta,
- Filiação partidária,
- Ser alfabetizado (tópico invalidado pela atual constituição brasileira de 1988),
- Desincompatibilização de cargo público — Se ocupa um cargo público deve sair seis meses antes das eleições e voltar caso possa só após seis meses ao pleito eleitoral,
- Renúncia de outro mandado até seis meses antes do pleito e não ser parente afim ou consangüíneo, até segundo grau, ou cônjuge de titular de cargo eletivo; pode, entretanto, ser candidato à reeleição (artigo 14 da Constituição),
- Ter idade mínima de 21 anos.

Após a emancipação política de 29 de novembro de 1963, o cargo foi inaugurado com uma eleição direta realizada em 6 de dezembro de 1964: foi escolhido como prefeito o sr. Ramiro Rojo Souto.
Desde 1º de janeiro de 2021, o prefeito de Mariluz é Paulo Armando da Silva Alves, do Partido Social Liberal (PSL). Pecuarista, foi eleito no primeiro turno das eleições municipais, em 15 de novembro de 2020, por sufrágio universal.

## Fase democrática da Quarta República (1953–1969)
Partido até 1965 (abolido pelo AI-2)
      Partido Democrata Cristão
| N.º | Nome              | Imagem | Partido                       | Vice-prefeito                   | Início do mandato      | Fim do mandato        | Observações                                            |
| --- | ----------------- | ------ | ----------------------------- | ------------------------------- | ---------------------- | --------------------- | ------------------------------------------------------ |
| 1   | Ramiro Rojo Souto |        | Partido Democrata Cristão PDC | José de A. Ferreira Filho (PDC) | 14 de dezembro de 1964 | 30 de janeiro de 1969 | Primeiro prefeito e vice eleitos em sufrágio universal |

## Ditadura militar (1969–1986)
Partidos
      Aliança Renovadora Nacional
      Partido do Movimento Democrático Brasileiro
| N.º | Nome                         | Imagem | Partido                                          | Vice-prefeito                    | Início do mandato       | Fim do mandato         | Observações                                   |
| --- | ---------------------------- | ------ | ------------------------------------------------ | -------------------------------- | ----------------------- | ---------------------- | --------------------------------------------- |
| 2   | Mário Moraes                 |        | Aliança Renovadora Nacional ARENA                | Alfredo de Almeida (ARENA)       | 31 de janeiro de 1969   | 31 de janeiro de 1973  | Prefeito e vice eleitos em sufrágio universal |
| 3   | Joaquim Lopes Gutierrez      |        | Aliança Renovadora Nacional ARENA                | Ciro Marques Moreira (ARENA)     | 1º de fevereiro de 1973 | 31 de janeiro de 1977  | Prefeito e vice eleitos em sufrágio universal |
| 4   | João Leme Barbosa de Queiroz |        | Aliança Renovadora Nacional ARENA                | Celso Tibúrcio de Salles (ARENA) | 1º de fevereiro de 1977 | 31 de janeiro de 1983  | Prefeito e vice eleitos em sufrágio universal |
| 5   | Joaquim Lopes Gutierrez      |        | Partido do Movimento Democrático Brasileiro PMDB | Carlos de Oliveira Bonfim (PMDB) | 1º de fevereiro de 1983 | 31 de dezembro de 1988 | Prefeito e vice eleitos em sufrágio universal |

## Sexta República (1986–2025)
Partidos
      Partido Liberal
      Partido Social Trabalhista
      Partido do Movimento Democrático Brasileiro
      Partido Progressista Brasileiro
      Partido da Social Democracia Brasileira
      Partido Social Cristão
      Partido Social Liberal
| N.º | Nome                         | Imagem                         | Partido                                          | Vice-prefeito                  | Início do mandato      | Fim do mandato                                        | Observações |
| --- | ---------------------------- | ------------------------------ | ------------------------------------------------ | ------------------------------ | ---------------------- | ----------------------------------------------------- | --- |
| 6   | Luiz Lucacin                 |                                | Partido Liberal PL                               | José Braz Brilhante (PFL)      | 1º de janeiro de 1989  | 31 de dezembro de 1992                                | Primeiro prefeito eleito após os eventos políticos de 1964                                                         |
| 7   | José Braz Brilhante          |                                | Partido Social Trabalhista PST                   | —                              | 1º de janeiro de 1993  | 31 de dezembro de 1996                                | Prefeito eleito em sufrágio universal                                                                              |
| 8   | Hilmar Rubens Miyakawa       |                                | Partido do Movimento Democrático Brasileiro PMDB | Luiz Albino Borghetti (PPB)    | 1º de janeiro de 1997  | 23 de março de 1998                                   | Prefeito e vice eleitos em sufrágio universal cujo titular faleceu durante o mandato                               |
| 9   | Luiz Albino Borghetti        |                                | Partido Progressista Brasileiro PPB              | —                              | 24 de março de 1998    | 31 de dezembro de 2000                                | Vice-prefeito eleito no cargo de prefeito                                                                          |
| 10  | Adelino Gonçalves            |                                | Partido do Movimento Democrático Brasileiro PMDB | Aires Domingues (PPS)          | 1º de janeiro de 2001  | 19 de março de 2001                                   | Prefeito e vice eleitos em sufrágio universal cujo titular fora cassado pela Câmara Municipal e o vice assassinado |
| 11  | Benedito Oscar dos Santos    |                                | Partido Progressista Brasileiro PPB              | —                              | 20 de março de 2001    | 07 de janeiro de 2002                                 | Presidente da Câmara no cargo interinamente                                                                        |
| 12  | José Aparecido Macedo        |                                | Partido do Movimento Democrático Brasileiro PMDB | Nilson Cardoso de Souza (PMDB) | 08 de janeiro de 2002  | 31 de dezembro de 2004                                | Prefeito e vice eleitos em sufrágio universal                                                                      |
| 12  | José Aparecido Macedo        | Romilda Leite de Moraes (PT)   | Partido do Movimento Democrático Brasileiro PMDB | 1º de janeiro de 2005          | 31 de dezembro de 2008 | Prefeito e vice eleitos em sufrágio universal         | |
| 13  | Paulo Armando da Silva Alves |                                | Partido da Social Democracia Brasileira PSDB     | Luiz Albino Borghetti (PSD)    | 1º de janeiro de 2009  | 31 de dezembro de 2012                                | Prefeito e vice eleitos em sufrágio universal                                                                      |
| 13  | Paulo Armando da Silva Alves | 1º de janeiro de 2013          | Partido da Social Democracia Brasileira PSDB     | Luiz Albino Borghetti (PSD)    | 31 de dezembro de 2016 | Prefeito e vice reeleitos em sufrágio universal       | |
| 14  | Nilson Cardoso de Souza      |                                | Partido Social Cristão PSC                       | Laurindo Sabatini (PEN)        | 1º de janeiro de 2017  | 31 de dezembro de 2020                                | Prefeito e vice eleitos em sufrágio universal                                                                      |
| 15  | Paulo Armando da Silva Alves |                                | Partido Social Liberal PSL                       | Cristina Alves (PSL)           | 1º de janeiro de 2021  | 31 de dezembro de 2024                                | Prefeito e vice eleitos em sufrágio universal                                                                      |
| 15  | Paulo Armando da Silva Alves | Partido Social Democrático PSD | Fernando dos Santos Xavier (PP)                  | 1° de janeiro de 2025          | Atualidade             | Prefeito reeleito e vice eleito em sufrágio universal | |